# Montenegro
För andra betydelser, se Montenegro (olika betydelser).
Montenegro (montenegrinska/serbiska: Црна Гора, Crna Gora (uttalas ['tsrna 'gora], albanska: Mali i Zi)) är en republik belägen vid Adriatiska havet i Sydeuropa på Balkanhalvön. Montenegro gränsar till Kroatien och Bosnien och Hercegovina i norr, Serbien och Kosovo i öster samt Albanien i söder. Huvudstad är Podgorica. Landets invånare benämns montenegriner. Namnet Montenegro kommer från en översättning till venetiansk italienska av det montenegrinska namnet Crna Gora som betyder "Svarta berget".
Montenegro är medlem i Förenta nationerna sedan 2006 och NATO sedan juni 2017. Landet är ett kandidatland till Europeiska unionen.

## Historia
I mitten av 1000-talet fick flera riken självständighet från Bysantiska riket. Det område som senare skulle bli Montenegro blev då en del av furstendömet Duklja. År 1186 införlivades Duklja som en provins i det serbiska kungadömet av storfursten Stefan Nemanja. En senmedeltida föregångare till dagens Montenegro var det serbiska furstendömet Zeta, som blev självständigt från Serbien 1371, även om det redan sedan 1356 hade haft visst självstyre under furst Balša I. Montenegro ingick som en del av Zeta. Det serbiska rikets undergång genom osmanernas seger vid Kosovopolje 1389 brukar räknas som den egentliga utgångspunkten för Montenegros tillvaro som stat. Serbiska skaror som tog sin tillflykt till Zeta fortsatte dock att strida mot de osmanska ockupanterna och lyckades under flera perioder hålla området självständigt, mycket tack vare den svårtillgängliga terrängen.
En av de egentliga grundläggarna av Montenegro var biskopen Danilo Petrović-Njegoš (1697–1735), som avskaffade den folkliga valrätten, så att varje vladika (furstbiskop) själv fick utse sin efterträdare. Därefter kom huset Petrović-Njegoš att regera i Montenegro fram till 1918 då landet anslöt sig till Serbien. Danilo hade nära förbindelser med Ryssland och på så sätt fick landet sin framtida inriktning. Hans dynasti härskade sedan i Montenegro fram till att landet förlorade sin självständighet 1918, efter första världskriget.
Bland härskarna märks Peter I, som var regerande biskop 1781–1830 samt dennes brorson Peter II (1813–1851; regerande biskop 1830–1851). Peter II efterträddes av sin brorson Danilo I (född 1826, furste från 1851). Under hans regeringstid genomfördes såväl administrativa som militära reformer. Han avskaffade vladika-ämbetets andliga karaktär och 1852 antog han titeln knjaz (furste). Danilo blev dödligt sårad den 12 augusti 1860 av den landsförvisade montenegrinen Todor Kadić och avled påföljande dag. Danilo var sedan 1855 gift med Darinka Kvekić (död 1892) men hade ingen son. Han efterträddes av sin brorson, Nikola I.
Montenegro förklarades självständigt från Osmanska riket vid Berlinkongressen 1878.
Den första konstitutionen skrevs 1905 och den 28 augusti 1910 utropades Europas yngsta monarki och Nikola I kröntes till kung. Landet utvidgades med framgång i Balkankrigen 1912 och 1913, då man stred tillsammans med Serbien mot det Osmanska riket. Under första världskriget led man svåra förluster mot den österrikiska armén då man ställt upp på de allierades sida. Den serbiska armén tillsammans med montenegrinska enheter drev dock ut österrikarna i slutet av kriget och befriade Montenegro. 1918 anslöt sig Montenegro till den nybildade serbers, kroaters och sloveners kungarike, från 1929 kallat Jugoslavien. 
I samband med Jugoslaviens upplösning i början av 1990-talet valde Montenegro (efter en folkomröstning) att stanna kvar i Jugoslavien tillsammans med Serbien. Dessa två republiker bildade det nya landet som hette förbundsrepubliken Jugoslavien. Slovenien, Kroatien, Bosnien-Hercegovina och Nordmakedonien valde att lämna federationen, vilket ledde till flera krig, främst i Kroatien och Bosnien. Dessa krig brukar i folkmun kallas för de jugoslaviska krigen. Montenegro var tillsammans med Serbien en stridande part. Montenegrinska enheter stred främst i södra Kroatien och Bosnien mot kroatiska förband och deltog i bland annat belägringen av Dubrovnik.
I början av 2000-talet frigjorde sig Montenegro emellertid alltmer från Serbien, och i februari 2003 ersattes federationen Jugoslavien med den lösa statsunionen Serbien och Montenegro. Montenegro tog därefter ytterligare symboliska steg mot ökad självständighet genom införandet av ny flagga och nationaldag 2004. I maj 2006 genomförde Montenegro en folkomröstning för att bryta unionen med Serbien. Självständighetsförespråkarna vann omröstningen med endast några få tusen rösters övervikt. Den 3 juni förklarade sig Montenegro självständigt; den 5 juni förklarade sig Serbien i sin tur självständigt från unionen, som därmed upplöstes, och den 15 juni erkändes Montenegros självständighet av Serbien. Den 28 juni blev Montenegro upptagen som medlem av FN.
Montenegro skrev under EU:s stabiliserings- och associationsavtal den 15 mars 2007 och den 17 december 2010 fick landet formell status som kandidatland. Medlemskapsförhandlingarna påbörjades officiellt den 29 juni 2012.

## Geografi

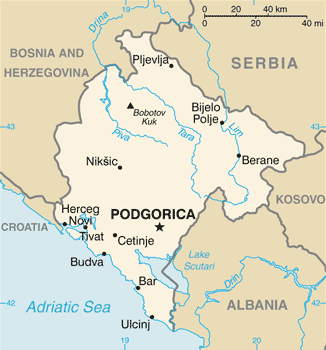
Karta över Montenegro.

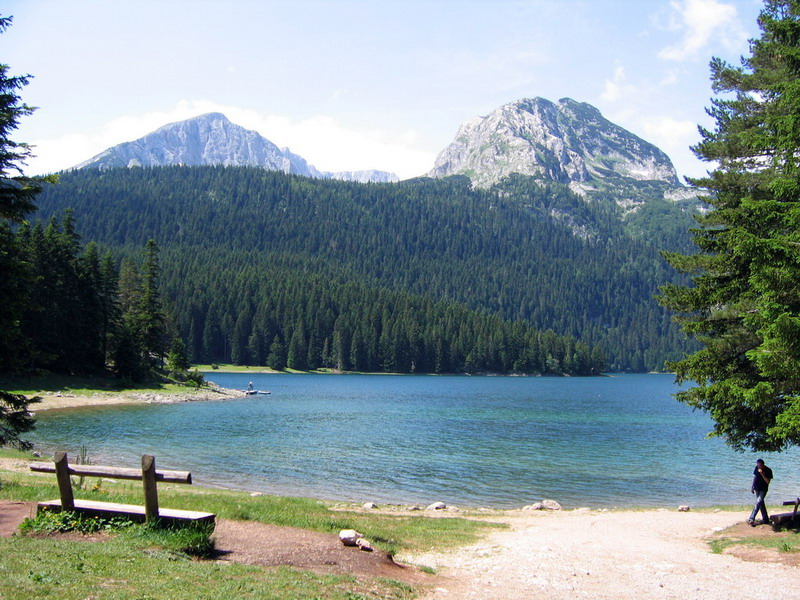
Sjön "Crno Jezero" i Durmitor nationalpark.

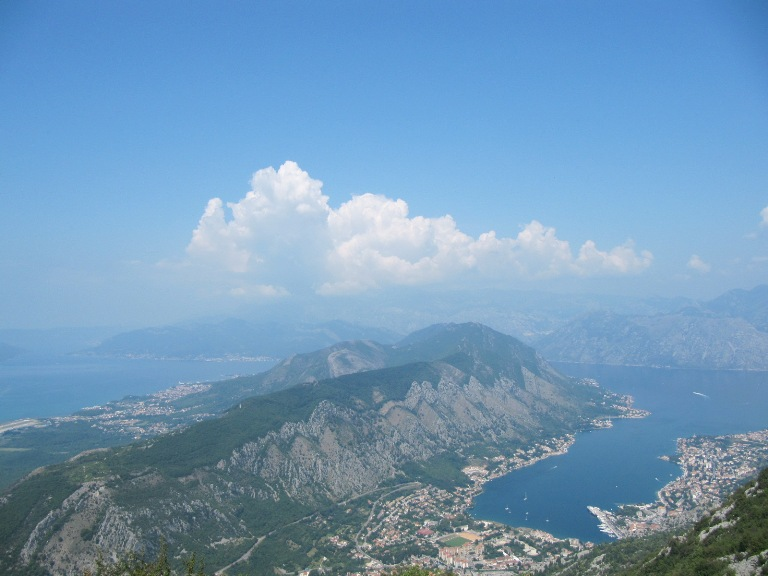
Kotorbukten.

Montenegro domineras av bergslandskap, som endast till vissa delar är skogbeklädda. Landet har kust mot Adriatiska havet i Medelhavet i sydväst. I sydöst ligger Shkodrasjön , som delas mellan Montenegro och Albanien. Montenegros högsta bergstopp är Zla Kolata i bergskedjan Prokletije i landets norra del. Kotorbukten är känd som Europas sydligaste fjord, och ligger i landets nordvästra del intill Adriatiska havet.

## Styre och politik

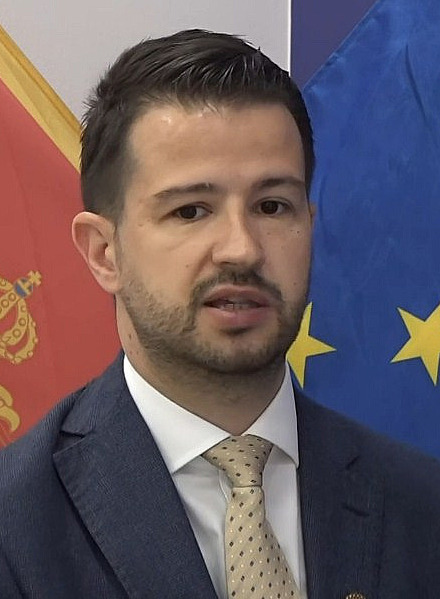
Montenegros nuvarande (april 2023) president Jakov Milatović.

### Folkomröstning om självständighet
Stora grupper i Montenegro, med Milo Đukanović som en av frontfigurerna, hade länge velat ha större självständighet eller ett utträde ur unionen med Serbien. Parlamentet beslutade den 12 juli 2004 att införa en ny flagga, ny nationalsång och ny nationaldag som ett steg mot ökad självständighet. Nationaldagen firas den 13 juli till minne av att Berlinkongressen år 1878 erkände Montenegro som världens 27:e självständiga nation. 
Den 21 maj 2006 hölls en folkomröstning om huruvida Montenegro åter skulle bli helt självständigt eller inte. Ungefär 55,5 procent av de röstande röstade för utträde ur unionen, vilket var endast 0,5 procentenheter över den gräns som EU satt upp inför folkomröstningen om statsunionen Serbien och Montenegros vara eller icke vara. Detta gjorde Montenegro till det sista land att lämna det forna Jugoslavien. Vissa ansåg att folkomröstningen var ogiltig, då serber boende i Montenegro och montenegriner boende i Serbien inte fick rösta. Den 3 juni förklarade sig Montenegro självständigt; den 5 juni utropade Serbien sitt oberoende och erkände de facto Montenegro. Den serbiska regeringen erkände officiellt Montenegro som en självständig stat den 15 juni.

### Parlamentsval
Den 10 september 2006 vann Milo Đukanović och hans socialdemokratiska koalition landets första val som självständig nation. Valet godkändes av internationella valövervakare. Željko Šturanović blev premiärminister då Đukanović inte ville ha posten igen. 2007 avgick dock Šturanović på grund av hälsoskäl och Đukanović blev återigen landets premiärminister. År 2018 valdes Đukanović till Montenegros president. Sedan den 31 oktober 2023 är Milojko Spajić premiärminister. 
Sedan den 20 maj 2023 är Jakov Milatović Montenegros nya president.

### Administrativ indelning
Montenegro är sedan 2022 indelat i 25 kommuner (opština). 

### Försvar
Montenegro avskaffade värnplikten efter självständighetsförklaringen 2006. Istället infördes en yrkesarmé. Denna består av 340 officerare, 900 underofficerare och 900 kontraktsanställda underbefäl och meniga, samt 260 civilanställda (2006). Ytterligare 800 soldater skall anställas.
Sedan den 5 juni 2017 ingår Montenegro i försvarsalliansen NATO.

## Ekonomi och infrastruktur
Montenegro är avsiktligt ett av forna Jugoslaviens minst industrialiserade områden, och landet benämns som ett av världens få ekologiska länder. Bland näringar märks jordbruk, tillverkning av stål, aluminium och kol, skogs-, tobak- och textilindustri samt turistnäring. Landet har allvarliga arbetslöshetsproblem (14,7%), brottsligheten är hög och korruptionen utbredd. Den dominerande aluminiumindustrin och den finansiella sektorn har privatiserats. Landet moderniseras i rask takt och såväl brottsligheten som korruptionen har en dalande tendens. Genom turistnäringen har landet dragit till sig ett inflöde av utländska investeringar och har lyckats utveckla främst den södra delen av landet, kustremsan, till att bli ett modernt tillhåll för lyxturism, med bland annat Porto Montenegro och Sveti Stefan.
Efter den kommunistiska ekonomins avskaffande skedde under 1990-talet ett avsevärt bakslag i ekonomin. Serbien och Montenegro hade i januari 1994 världens genom tidernas näst högsta inflation på 3 miljoner procent. Av denna anledning började en stor del av den montenegrinska ekonomin i praktiken att använda D-mark. År 1999 beslutades i Montenegro att helt frångå den gamla valutan och att istället använda D-marken som formell valuta. D-marken omvandlades till euro 2002, och är därigenom valutan i landet, trots att landet inte är medlem i EMU.
Medelnettoinkomsten per invånare var i mars år 2008 402 euro i månaden.

### Infrastruktur

#### Transporter
Infrastrukturen i Montenegro består främst av väg och järnväg. Den viktigaste hamnen finns i Bar, där det även finns färjor till Italien. Det finns totalt 5 277 kilometer väg i Montenegro. Huvudknuten för järnvägen i landet finns i Bar, Montenegro har totalt 250 km järnväg, varav en tredjedel är tunnlar och viadukter.
Montenegro har två internationella flygplatser, en i huvudstaden Podgorica och en i Tivat.

## Befolkning

### Demografi
| Befolkningsutvecklingen i Montenegro 2003–2023 | Befolkningsutvecklingen i Montenegro 2003–2023 | Befolkningsutvecklingen i Montenegro 2003–2023 | Befolkningsutvecklingen i Montenegro 2003–2023 | Befolkningsutvecklingen i Montenegro 2003–2023 |
| ---------------------------------------------- | ---------------------------------------------- | ---------------------------------------------- | ---------------------------------------------- | ---------------------------------------------- |
|                                                |                                                |                                                |                                                |                                                |
| År                                             |                                                |                                                | Folkmängd                                      |                                                |
| 2003                                           | 2003                                           |                                                | 620 145                                        |                                                |
| 2011                                           | 2011                                           |                                                | 625 266                                        |                                                |
| 2023                                           | 2023                                           |                                                | 633 158                                        |                                                |
| Anm: Enligt folkräkningar                      |                                                |                                                |                                                |                                                |

#### Större städer
Viktigare städer är Podgorica, Bar, Budva, Nikšić, Pljevlja, Bijelo Polje, Herceg Novi, Berane och Cetinje. 

#### Minoriteter
Montenegrinerna nämns i konstitutionen som en egen nationalitet, vid sidan av serber, bosniaker-muslimer, albaner och kroater. 43,16 procent sade sig i folkräkningen 2003 vara montenegriner, 31,99 procent var serber, 7,77 procent bosniaker, 5,03 procent albaner och 3,97 procent såg sig som slaviska muslimer (dock räknas bosniaker och slaviska muslimer idag som en folkgrupp enligt den nya författningen från oktober 2007). Totalt 6 811 personer, det vill säga ungefär 1,1 procent, sade sig vara kroater. 6,98 procent var av annan härkomst eller valde att inte svara på frågan. Enligt den senaste folkräkningen från 2011 utgörs befolkningen numera av 44,1% etniska montenegriner, 29,73% serber, 11,96% bosniaker-muslimer, 4,91% albaner, 1,1% romer och 0,97% kroater.

### Religion
Landet har religionsfrihet. De flesta av medborgarna är ortodoxt kristna och omkring 70 procent av dessa är medlemmar i den serbisk-ortodoxa kyrkan. En liten del av de ortodoxa lät 1993 återupprätta den självständiga montenegrinsk-ortodoxa kyrkan, som upplösts och uppgått i den serbisk-ortodoxa 1920. Merparten av den albanska minoriteten bekänner sig till islam (sunni). I Sandžak i nordöst, i gränsområdet mellan Montenegro och Serbien, finns dessutom en betydande slavisk muslimsk minoritet.

## Kultur
Montenegro är landet som åsyftas i Franz Lehárs operett Glada änkan, Die lustige Witwe (då det fiktiva europeiska furstendömet Pontevedro). Handlingen till filmen Casino Royale utspelar sig till viss del i Montenegro men är inspelad i Karlovy Vary och den lilla staden Loket, båda i Tjeckien.

### Matkultur
Matkulturen längs den adriatiska kusten är i stort identisk med den dalmatiska med fisk och skaldjur, vitlök, olivolja och italienska rätter. Inne i landet liknar maten mer den serbiska, med mycket mer kött.
Staden Njeguši är känd för sin goda pršut (torkad skinka) och för sina ostar. En annan specialitet är kött tillagat "ispod sača", under ett metallock som täcks med glödande kol. En annan är lamm som långsamt har kokats i mjölk. Kačamak är en rätt gjord på majsmjöl som liknar polenta.

## Internationella rankningar
| Organisation                                | Undersökning                   | Rankning   |
| ------------------------------------------- | ------------------------------ | ---------- |
| Heritage Foundation/The Wall Street Journal | Index of Economic Freedom 2019 | 92 av 180  |
| Reportrar utan gränser                      | Pressfrihetsindex 2019         | 104 av 180 |
| Transparency International                  | Korruptionsindex 2018          | 67 av 180  |
| FN:s utvecklingsprogram                     | Human Development Index 2018   | 52 av 189  |